# 스포트라이트 (소프트웨어)
스포트라이트(Spotlight)는 애플의 macOS와 iOS 운영 체제에 탑재된 데스크톱 검색 기능 및 그 기반 기술이다. 스포트라이트는 선택 기반 검색 시스템이며 시스템의 모든 항목과 파일의 색인을 만든다. 사용자가 컴퓨터상의 다양한 항목을 쉽게 찾을 수 있는데 여기에는 문서, 사진, 음악, 애플리케이션, 시스템 환경 설정이 포함된다. 문서의 특정 단어와 웹 브라우저 역사나 북마크의 웹 페이지도 검색이 가능하다. 사용자는 작성일, 수정일, 크기, 유형, 기타 특성으로 검색 범위를 좁힐 수 있다. 스포트라이트는 내장된 뉴 옥스퍼드 미국 사전의 정의에 빠르게 접근하는 기능도 제공하며 계산기 기능도 포함되어 있다. 스포트라이트 검색 등의 기능을 수행하기 위한 명령 줄 도구도 존재한다.
스포트라이트는 2004년 6월 애플 세계 개발자 회의에서 처음 발표되었으며 2005년 4월 맥 OS X 10.4 타이거와 함께 출시되었다.
동일한 이름의 iOS 아이폰 OS 3.0의 비슷한 기능이 2009년 3월 17일 발표되었다.

## 같이 보기
- 데스크톱 검색
- 마이크로소프트 파워토이